# Ö (musikalbum)
Ö är ett studioalbum av Pernilla Andersson från 2010. samt utgivet i deluxeversion 2011.

## Låtlista
1. Dansa med dig
2. Dekpsalm
3. Om ingen annan
4. Som en ö
5. Kasta sten (feat. Dregen)
6. Spring din själ
7. November
8. Huvudet högt
9. Friarna från Mexico (feat. Swede Singers)
10. Att angöra en brygga
11. Desperados
12. Jag vet hur det känns
13. Tråkig torsdag
14. Saskia
15. Johnny Cash & Nina P

Bonusvideo:
1. Johnny Cash och Nina P (feat. Lars Winnerbäck, Svante Thuresson, Titiyo med flera)

## Medverkande
- Pernilla Andersson - gitarr, piano, producent
- Fredrik Rönnqvist - gitarr
- David Nyström - orgel
- Jerker Odelholm - bas
- Olle Dahlstedt - trummor, bongos, slagverk

## Listplacering
| Lista (2010-2011) | Topplacering |
| ----------------- | ------------ |
| Sverige           | 5            |

### Fotnoter
1. ↑  ”Svensk mediedatabas”. http://smdb.kb.se/catalog/id/002670060. Läst 6 augusti 2011.
2. ↑  ”Svensk mediedatabas”. http://smdb.kb.se/catalog/id/002725623. Läst 6 augusti 2011.
3. ↑  ”Listplacering”. http://swedishcharts.com/showitem.asp?interpret=Pernilla+Andersson&titel=%D6&cat=a. Läst 6 augusti 2011.